# Campylium gollanii
Campylium gollanii är en bladmossart som beskrevs av C. Müller och Jitinder Nath Vohra 1970 [1972. Campylium gollanii ingår i släktet spärrmossor, och familjen Amblystegiaceae. Inga underarter finns listade i Catalogue of Life.